# معونه
مدينة معونه، تقع هذه المدينة القديمة في فلسطين، حوالي 5.5 كيلو متر جنوب تل كابري، في المنطقة الغربية من الجليل الأعلى.
تبلغ مساحنها حوالي 2.5 هكتار، وقد كانت مأهولة بالسكان خلال المرحلتين الأولى والثانية من العصر البرونزي القديم، ومحصنة في المرحلة الثالثة من العصر البرونزي القديم.